# Палмер, Уильям (серийный убийца)
Уильям Палмер (англ. William Palmer; 6 августа 1824 года — 4 июня 1856 года) — британский серийный убийца. Совершил целый ряд убийств с помощью отравлений, целью которых было обогащение.

## Биография
Уильям Палмер родился 6 августа 1824 года в Стаффордшире. Обучался в университете на медика, где запятнал свою репутацию обвинением в краже. Также его подозревали в отравлении знакомого. Палмер был заядлым игроком, в результате чего влез в долги. Вернувшись в родной город, он продолжил медицинскую практику. Он женился на Энн Тортон, бракосочетание прошло 7 октября 1847 года. В 1848 или 1850 году родился их сын Уильям Брук (умер 29 апреля 1926 года). 18 января 1849 года умерла тёща Палмера, которая в тот день была в гостях у дочки. 10 мая 1850 года умер при схожих обстоятельствах Леонард Бладен, знакомый Палмера, давший ему в долг.
Вскоре умерли все рождавшиеся у четы Палмеров дети: девочка, а потом 3 мальчика. Им всем было не больше пары месяцев. А в скором времени умерли дядя и жена Палмера. Палмер в это время завёл любовницу, которая работала служанкой (позже она, так и не выйдя за него замуж, родит от Палмера сына). От всех смертей Палмер получил неплохой страховой доход. Шло время, а убийства продолжались. Палмер, который и был ответствен за все произошедшие вокруг него смерти, продолжал отравления. Он погряз в долгах и поэтому убил своего брата, но страховая компания отказалась платить. В скором времени Палмер убил своего друга и незаконнорождённого сына. После этого было начато дело об убийстве. Палмер пытался замять дело и даже попытался подкупить вовлечённых в него людей, но в скором времени был арестован по обвинению в убийстве. После ряда эксгумаций список обвинений Палмеру заметно вырос.
Адвокат Палмера незадолго до суда бежал во Францию, так как сам много задолжал кредиторам. Новым защитником Палмера стал известный адвокат Уильям Ши. Обвинение возглавили не менее известные юристы своего времени Александр Кокберн и Джон Уолтер Хаддлстон. Суд закончился смертным приговором Палмеру. 14 июня 1856 года Уильям Палмер был повешен. Перед смертью он закричал: «Вы уверены, что это безопасно?».

### В массовой культуре
- Шерлок Холмс упоминает Палмера в рассказе Конан Дойла «Пёстрая лента»:

Когда врач совершает преступление, он опаснее всех прочих преступников. У него крепкие нервы и большие знания. Палмер и Причард были лучшими специалистами в своей области. Этот человек очень хитер, но я надеюсь, Ватсон, что нам удастся перехитрить его. Сегодня ночью нам предстоит пережить немало страшного, и потому, прошу вас, давайте пока спокойно закурим трубки и проведем эти несколько часов, разговаривая о чем-нибудь более весёлом.Артур Конан Дойл. «Пёстрая лента»